# (8514) 1991 PK15
A (8514) 1991 PK15 a Naprendszer kisbolygóövében található aszteroida. Henry E. Holt fedezte fel 1991. augusztus 7-én.